# Canaanimys maquiensis
Canaanimys maquiensis es una especie extinta de roedores que vivió hace 41 millones de años en el Eoceno de Suramérica, fue encontrado en la Formación Yuhuarango al norte de Perú. Esta especie de roedores de pequeño tamaño tiene pesa aproximadamente 40 g.

## Descripción
Pequeño roedor (masa corporal estimada en aproximadamente 40 g) caracterizada por dientes braquidontos y bunolofodonto.

## Etimología
Epíteto específico es para Maquía, la localidad donde se encontraron los fósiles.